# Nguyễn Quốc Cường (nhà ngoại giao)

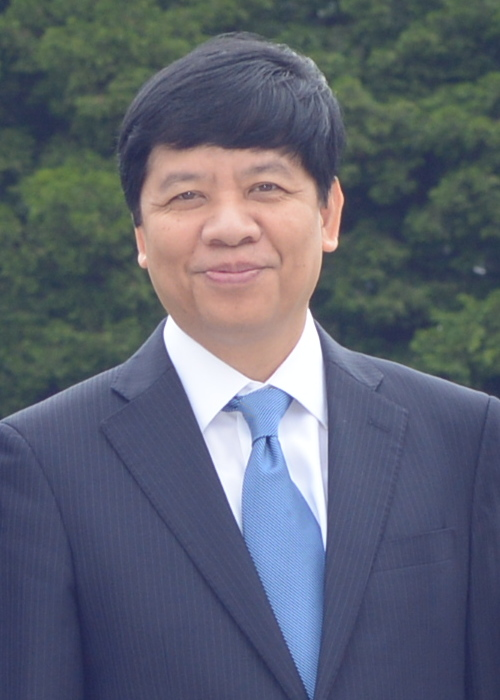
Nguyễn Quốc Cường năm 2014

Nguyễn Quốc Cường (sinh năm 1959) là một chính khách, một nhà ngoại giao chuyên nghiệp, kỳ cựu của Việt Nam. Ông nguyên là Thứ trưởng Bộ Ngoại giao Nước Cộng hòa Xã hội Chủ nghĩa Việt Nam, Chủ nhiệm Ủy ban Nhà nước về người Việt Nam ở nước ngoài và là Đại sứ Việt Nam tại Hoa Kỳ.

## Tiểu sử và học vấn
Ông Nguyễn Quốc Cường sinh năm 1959 tại Hà Nội. Ông có vợ và hai con.
Ông Tốt nghiệp trường Đại học Ngoại giao (nay là Học viện Ngoại giao Việt Nam) năm 1981.
Sau đó ông học Thạc sỹ Quan hệ Quốc tế, Trường Luật Quốc tế và Ngoại giao Fletcher, Đại học Tufts, Hoa Kỳ (1996-1997).
Ông cũng đã từng tham dự khóa học về Quản lý Hành chính công (năm 1997) tại Trường Maxwell, Đại học Syracuse. Đại sứ Cường đã tham dự Chương trình dành cho các nhà lãnh đạo Việt Nam thuộc Trường Kenedy, Đại học Harvard năm 2009.
Thông thạo tiếng Anh.

## Quá trình công tác
Với hơn 37 năm công tác trong ngành, ông là nhà Ngoại giao có nhiều kinh nghiệm trên các lĩnh vực từ song phương tới đa phương.
Từ 1981 – 1983 và 1985 – 12/1986, ông là cán bộ nghiên cứu tại Viện Quan hệ Quốc tế, Bộ Ngoại giao. Từ 1983-1985, ông tham gia phục vụ trong Quân đội Nhân dân Việt Nam.
Từ 1987 - 1990, ông công tác tại Vụ Trung Quốc (nay là Vụ Đông Bắc Á), Bộ Ngoại giao.
Từ 1990 - 1993 ông được cử đi công tác nhiệm kỳ tại Đại sứ quán Việt Nam tại Trung Quốc với cương vị Bí thư thứ hai.
Từ 1994 - 1999, ông công tác tại Văn phòng Bộ Ngoại giao. Từ 1999-2002 là Phó Vụ trưởng, Phó Chánh Văn phòng Bộ Ngoại giao.
Từ 2002 - 2005, ông là tham tán công sứ, Đại sứ quán Việt Nam tại Canada.
Sau khi kết thúc nhiệm kỳ tại Đại sứ quán Việt Nam tại Canada (2002 – 2005) với cương vị là Tham tán Công sứ, ông được cử làm Phó Vụ trưởng, đồng thời là Trưởng nhóm an ninh – chính trị, Ban thư ký APEC Việt Nam 2006, rồi làm Phó Vụ trưởng Vụ Hợp tác kinh tế đa phương (12/2006 – 2/2007); là Vụ trưởng, thư ký Phó Thủ tướng, Bộ trưởng Ngoại giao Phạm Gia Khiêm cho đến tháng 8/2007.
Từ 8/2007 - 7/2008 ông là Trợ lý Phó Thủ tướng, Bộ trưởng Bộ Ngoại giao Phạm Gia Khiêm.
Từ 7/2008 - 2011, ông là Thứ trưởng Bộ Ngoại giao phụ trách khu vực Châu Âu và các vấn đề thông tin báo chí. Ông cũng là Trưởng đoàn đàm phán Việt Nam với Vatican.
Giai đoạn từ 2011 – 2014, ông là Đại sứ Đặc mệnh toàn quyền Việt Nam tại Hoa Kỳ. Ông là Đại sứ thứ ba của Việt Nam được bổ nhiệm tại Hoa Kỳ.
Từ tháng 12/2014 đến tháng 7/2015, ông được tái bổ nhiệm là Thứ trưởng Bộ Ngoại giao.
Từ tháng 7/2015 đến tháng 10/2018, ông là Đại sứ Đặc mệnh toàn quyền Việt Nam tại Nhật Bản. Trong giai đoạn ông làm Đại sứ, quan hệ Việt Nam Nhật Bản đã có bước phát triển mạnh với nhiều hoạt động tiếp xúc cấp cao, đặc biệt là chuyến thăm chính thức Việt Nam của Nhật hoàng Akihito và Hoàng hậu Michiko; quan hệ kinh tế thương mại có bước tiến mới: Nhật Bản giành lại vị trí là nhà đầu tư số 1 tại Việt Nam trong năm, với 9,11 tỷ USD, gấp 4 lần so với 2016, Thương mại hai chiều lần đầu tiên vượt con số 30 tỷ (gần 33,5 tỷ USD), tăng 11%… Đại sứ Nguyễn Quốc Cường là Đại sứ đầu tiên của Việt Nam đi thăm cả 47 tỉnh thành của Nhật Bản, được gọi bằng tên thân mật là Đại sứ xoài, thanh long vì các hoạt động quảng bá và xúc tiến tiêu thụ nông sản Việt tại đây.
Ngày 24 tháng 12 năm 2018, tại Quyết định số 1806/QĐ-TTg, Thủ tướng Chính phủ Nguyễn Xuân Phúc điều động ông Nguyễn Quốc Cường, Thứ trưởng Bộ Ngoại giao, nguyên Đại sứ Đặc mệnh toàn quyền Việt Nam tại Nhật Bản trở lại Bộ Ngoại giao công tác và tiếp tục giữ chức Thứ trưởng Bộ Ngoại giao cho đến khi đủ tuổi nghỉ hưu theo quy định. Ông được bổ nhiệm làm Chủ nhiệm Ủy ban Nhà nước về người Việt Nam ở nước ngoài thay ông Vũ Hồng Nam làm Đại sứ Đặc mệnh toàn quyền Việt Nam tại Nhật Bản.
Ngày 31 tháng 10 năm 2019, Thủ tướng Chính phủ Nguyễn Xuân Phúc đã ký quyết định về việc ông Nguyễn Quốc Cường thôi làm Thứ trưởng Bộ Ngoại giao.

## Khen thưởng
Trong thời gian hoạt động trong ngành Ngoại giao, Thứ trưởng Nguyễn Quốc Cường đã nhận được nhiều phần thưởng cao quý như:
- Huân chương Lao động hạng Nhì năm 2015 do có thành tích xuất sắc trong công tác đối ngoại, Huân chương Lao động hạng Ba năm 2007 vì có thành tích xuất sắc trong công tác tổ chức Hội nghị APEC 2006.
- Bằng khen của Thủ tướng Chính phủ năm 2018 và năm 2014 vì có thành tích xuất sắc trong các hoạt động đối ngoại, góp phần vào sự nghiệp xây dựng chủ nghĩa xã hội và bảo vệ Tổ quốc.
- Bằng khen của Thủ tướng Chính phủ năm 2011 vì có thành tích xuất sắc trong quá trình Việt Nam đảm nhiệm cương vị Ủy viên không thường trực Hội đồng Bảo an Liên hợp quốc, góp phần vào sự nghiệp xây dựng chủ nghĩa xã hội và bảo vệ Tổ quốc.